# 億男
『億男』（おくおとこ）は、映画プロデューサーで小説家の川村元気による長編小説。雑誌『BRUTUS』（マガジンハウス）での連載を経て、2014年10月15日にマガジンハウスより刊行された。2015年（第12回）本屋大賞第10位入賞作。2017年にFeBe（オトバンク）にて小野大輔主演・ナレーションによるオーディオブック化され、2018年に書籍内にそのオーディオブック版のダウンロードシートを付録にした「オーディオブック付き スペシャル・エディション」が限定発売された。同年には56万部を突破し、また映画が制作、公開された。

## あらすじ
弟の借金の肩代わりをしたことで、妻とは別居し家族がバラバラになってしまった一男は、借金返済のために昼は図書館司書、夜はパン工場で掛け持ちで働いていた。ある日、一男は3億円の宝くじが当選し億万長者となり、借金返済に夢膨らますが、ネットを覗くと大金を手にした人の悲劇ばかりが目につく。不安に駆られた一男は、大富豪となった学生時代の友人、九十九のもとを訪ねる。15年ぶりの親友との再会に一男はすっかり酒に酔っていてぐっすりと寝てしまっていた。酔いつぶれた一男が目を覚ますと九十九は3億円とともに姿を消していた。一男は九十九の行方を追いながら、大金をめぐり家族や友情のあり方を探していく。

## 登場人物
- 一男
- 九十九
- 万左子
- あきら
- 十和子
- 百瀬
- 千住

## 書籍情報
- 単行本 - マガジンハウス ISBN 978-4-8387-2714-8（2014年10月15日）
- 文庫本 - 文春文庫 ISBN 978-4-16-791026-6（2018年3月9日）
- オーディオブック付き スペシャル･エディション - マガジンハウス ISBN 978-4-8387-3006-3（2018年6月5日）

## オーディオブック
2017年10月20日にオーディオブック配信サービス「FeBe」（現・audiobook.jp）から配信開始。聴取者から「オーディオブックを聴いて、原作本も読みたくなって購入した」などの反響が複数あったことから、ダウンロードシートを付録にしたオーディオブック付き スペシャル･エディションも発売。
キャスト
- 一男/ナレーション - 小野大輔
- 九十九 - 河西健吾
- まどか - 高野麻里佳
- 万佐子 - 神田みか
- 十和子 - 松嵜麗
- 百瀬 - 永野善一
- 千住 - 伊丸岡篤
- チャップリン - 塩尻浩規
- 福沢諭吉 - 木田祐
- 支店長 - 村上聡

## 映画
大友啓史監督により映画化され、2018年10月19日に公開。主演は原作者、川村元気の小説デビュー作を映画化した『世界から猫が消えたなら』にも主演した佐藤健。

### キャスト
大倉一男
演 - 佐藤健
図書館の司書。
失踪した兄の借金を返済するため、パン工場で夜中まで働く二重生活を送っている。
古河九十九
演 - 高橋一生
一男の大学時代の親友。吃音者。
大学中退後「バイカム」を起業し大成功。巨万の富を得る。落語『芝浜』が得意。
大倉万左子
演 - 黒木華
一男の妻。借金返済しか頭にない一男に愛想を尽かし別居、現在は娘・まどか（演 - 菅野真比奈〈2歳時：谷村海紗〉）とアパートで二人暮らし。
あきら
演 - 池田エライザ
金持ちを「億男」、そうでない人を「雑魚」と分別するパーティー好き港区女子。
安田十和子
演 - 沢尻エリカ
元「バイカム」広報IR担当。
実質九十九の秘書を務めていた。若くして10億を手に入れるも、今は専業主婦。
百瀬栄一
演 - 北村一輝
元「バイカム」CTO（最高技術責任者）のスーパーエンジニア。
現在は3つの会社を経営する億万長者で、競馬場のVIPルームで億の金を転がす。あきらとも親しげな関西弁を操る怪しい男。
千住清人
演 - 藤原竜也
元「バイカム」CFO（最高財務責任者）。
現在は「夢実現セミナー」を主宰するマネーアドバイザー。「ミリオネアニューワールド」の教祖も務める怪しい男。

### スタッフ
- 原作 - 川村元気『億男』
- 監督 - 大友啓史
- 脚本 - 渡部辰城、大友啓史
- 音楽 - 佐藤直紀
- 主題歌 - BUMP OF CHICKEN「話がしたいよ」
- 製作 - 市川南
- 共同製作 - 今村司、畠中達郎、稲葉貢一、谷和男、髙橋誠、舛田淳、渡辺章仁、板東浩二、田中祐介
- エグゼクティブプロデューサー - 山内章弘
- プロデューサー - 佐藤善宏、守屋圭一郎
- プロダクション統括 - 佐藤毅
- 撮影 - 山本英夫（J.S.C.）
- 照明 - 小野晃
- 録音 - 湯脇房雄
- 美術 - 三浦真澄
- 装飾 - 渡辺大智
- VFXスーパーバイザー - 小坂一順
- 編集 - 早野亮
- DIプロデューサー - 齋藤精二
- 音響効果 - 大河原将
- ミュージックエディター - 石井和之
- 衣装デザイン・キャラクターデザイン - 澤田石和寛
- ヘアメイクデザイン・ヘアーチーフ - Shinya
- 落語指導 - 立川志らく
- キャスティング - 飯田美保
- スクリプター - 生田透子
- 助監督 - 安達耕平
- 製作担当 - 下村和也
- 宣伝プロデューサー - 小山田晶
- 配給 - 東宝
- 製作プロダクション - 東宝映画
- 製作 - 映画「億男」製作委員会（東宝、日本テレビ放送網、アミューズ、トイズファクトリー、読売テレビ放送、KDDI、LINE、ローソンエンタテインメント、ひかりTV、GYAO）

### テレビ放送
| 回 | 放送日         | 放送時間（JST）   | 放送局     | 放送枠          | 備考         |
| -- | -------------- | ----------------- | ---------- | --------------- | ------------ |
| 1  | 2019年10月25日 | 金曜21:00 - 22:54 | 日本テレビ | 金曜ロードSHOW! | 地上波初放送 |